# Seleniuro di sodio
Il seleniuro di sodio è un composto inorganico del sodio e del selenio con la formula chimica Na2Se.

## Struttura cristallina
Il seleniuro di sodio possiede struttura cubica tipo fluorite. Ha simbolo di Pearson cF12 e gruppo spaziale Fm3m (gruppo n°225) con costante di reticolo {\displaystyle a=0,6825\,\mathrm {nm} } e unità di formula {\displaystyle Z=4}.

## Preparazione
Questo solido incolore viene preparato per reazione del selenio con una soluzione di sodio in ammoniaca liquida a -40 °C. In alternativa, il seleniuro di sodio può essere preparato mediante la reazione del seleniuro di idrogeno gassoso con sodio metallico a 100 °C.

## Reazioni
Come altri calcogenuri di metalli alcalini, questo materiale è altamente sensibile all'acqua, subendo facilmente idrolisi per dare miscele di idroseleniuro di sodio (NaSeH) e idrossido. Questa idrolisi si verifica a causa dell'estrema basicità dello ione Se2−:
{\displaystyle {\ce {Na2Se\ +\ H2O->NaHSe\ +\ NaOH}}}
Allo stesso modo, il seleniuro di sodio viene facilmente ossidato a poliseleniuri, una conversione segnalata da campioni di colore biancastro.
Il seleniuro di sodio reagisce con gli acidi per produrre gas tossico di seleniuro di idrogeno.
{\displaystyle {\ce {Na2Se \ + \ 2 HCl -> H2Se \ + \ 2 NaCl}}}
Il composto reagisce con gli elettrofili per produrre i composti del selenio. Con gli alogenuri alchilici si ottengono una varietà di composti organoselenici:
{\displaystyle {\ce {Na2Se \ + \ 2 RBr -> R2Se \ + \ 2 NaBr}}}
Gli alogenuri di organostagno e organosilicio reagiscono in modo simile per dare i derivati attesi:
{\displaystyle {\ce {Na2Se\ +\ 2Me3XCl->(Me3X)2Se\ +\ 2NaCl\,\,\,\,}}} con {\displaystyle \mathrm {(X=Si,\,Ge,\,Sn)} }